# Bođani
Bođani (cyr. Бођани) – wieś w Serbii, w Wojwodinie, w okręgu południowobackim, w gminie Bač. W 2011 roku liczyła 952 mieszkańców.